# グレチコ (小惑星)
グレチコ (3148 Grechko) は小惑星帯に位置する小惑星。ロシアの天文学者ニコライ・チェルヌイフが発見した。
1975年のソユーズ17号などで3回の宇宙飛行を行ったソビエトの宇宙飛行士、ゲオルギー・グレチコ (en:Georgi Grechko) にちなんで命名された。